# Quitzdorf am See
Quitzdorf am See település Németországban, azon belül Szászország tartományban. Lakosainak száma 1229 fő (2023. december 31.). Quitzdorf am See Hohendubrau és Mücka községekkel határos.

## Népesség
A település népességének változása:
| Lakosok száma | 1283 | 1264 | 1233 | 1235 | 1229 |
|               | 2017 | 2019 | 2021 | 2022 | 2023 |